# بيرسونية شجرية
بيرسونية شجرية (الاسم العلمي:Persoonia arborea) هي نوع غير مؤكد من النباتات تتبع جنس البيرسونية من الفصيلة البروطية.